# Rally Dakar de 1980
El Rally Dakar de 1980, la segunda edición de esta carrera rally raid, se realizó del 1 al 23 de enero de ese año. El trayecto total de esta versión, que se extendió entre París y Dakar, fue de 10 000 km y se disputó por rutas de Francia, Argelia, Níger, Malí, Mauritania, Alto Volta (hoy Burkina Faso) y Senegal.
Participaron en total 116 coches y 90 motocicletas, de los cuales llegaron a la final 49 y 25, respectivamente.

## Recorrido
| Etapa | Fecha        | Desde                       | Hasta                       | Total (km)                  |
| ----- | ------------ | --------------------------- | --------------------------- | --------------------------- |
| 1     | 1 de enero   | París                       | Olivet                      |                             |
| 1     | 2 de enero   | Olivet                      | Marsella                    |                             |
|       | 3–5 de enero | Transporte hacia África     | Transporte hacia África     | Transporte hacia África     |
| 2     | 6 de enero   | Algiers                     | In Salah                    | 957                         |
| 3     | 7 de enero   | In Salah                    | Reggane                     | 270                         |
| 3     | 8 de enero   | Reggane                     | Bordj Badji Mokhtar         | 630                         |
| 3     | 9 de enero   | Bordj Badji Mokhtar         | Gao                         | 675                         |
|       | 10 de enero  | Día de descanso en Gao      | Día de descanso en Gao      | Día de descanso en Gao      |
| 4     | 11 de enero  | Gao                         | Mopti                       | 595                         |
| 4     | 12 de enero  | Mopti                       | Niono                       | 595                         |
| 4     | 13 de enero  | Niono                       | Tombouctou                  | 570                         |
| 4     | 14 de enero  | Tombouctou                  | Gao                         | 424                         |
| 5     | 15 de enero  | Gao                         | Bobo-Dioulasso              | 1300                        |
| 6     | 16 de enero  | Bobo-Dioulasso              | Kolokani                    | 120                         |
|       | 17 de enero  | Día de descanso en Kolokani | Día de descanso en Kolokani | Día de descanso en Kolokani |
| 7     | 18 de enero  | Kolokani                    | Nioro du Sahel              | 280                         |
| 7     | 19 de enero  | Nioro du Sahel              | Kayes                       | 247                         |
| 8     | 20 de enero  | Kayes                       | Bakel                       | 68                          |
| 8     | 21 de enero  | Bakel                       | Linguère                    | 370                         |
| 8     | 22 de enero  | Linguère                    | Lompoul                     | 87                          |
| 8     | 23 de enero  | Lompoul                     | Dakar                       | 120                         |

## Vencedores por etapas
| Etapa   | Motocicletas                                  | Coches                                        |
| ------- | --------------------------------------------- | --------------------------------------------- |
| 1       | Cyril Neveu                                   | Jean-Claude Briavoine                         |
| 2       | Cyril Neveu                                   | Jean-Claude Briavoine                         |
| 3       | Eric Breton Michel Merel Hubert Auriol        | Claude Neveu Jean Ragnotti Freddy Kottulinsky |
| 4       | Hubert Auriol Gilles Desheulles Hubert Auriol | Freddy Kottulinsky Jean Ragnotti Claude Neveu |
| 5       | Enlace                                        | Enlace                                        |
| 6       | Michel Merel                                  | Freddy Kottulinsky                            |
| 7       | Cyril Neveu Philippe Vassard                  | Claude Marreau Freddy Kottulinsky             |
| 8       | Philippe Vassard Cyril Neveu                  | Hervé Cotel Claude Neveu                      |
| Fuente: |                                               |                                               |

## Clasificación final

### Coches

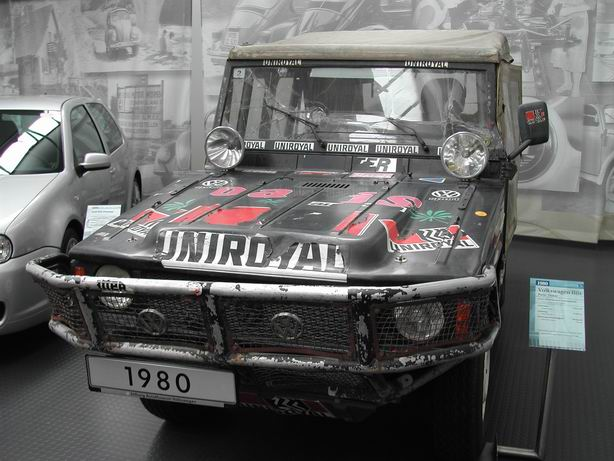
Volkswagen Iltis de Freddy Kottulinsky vencedor en coches.

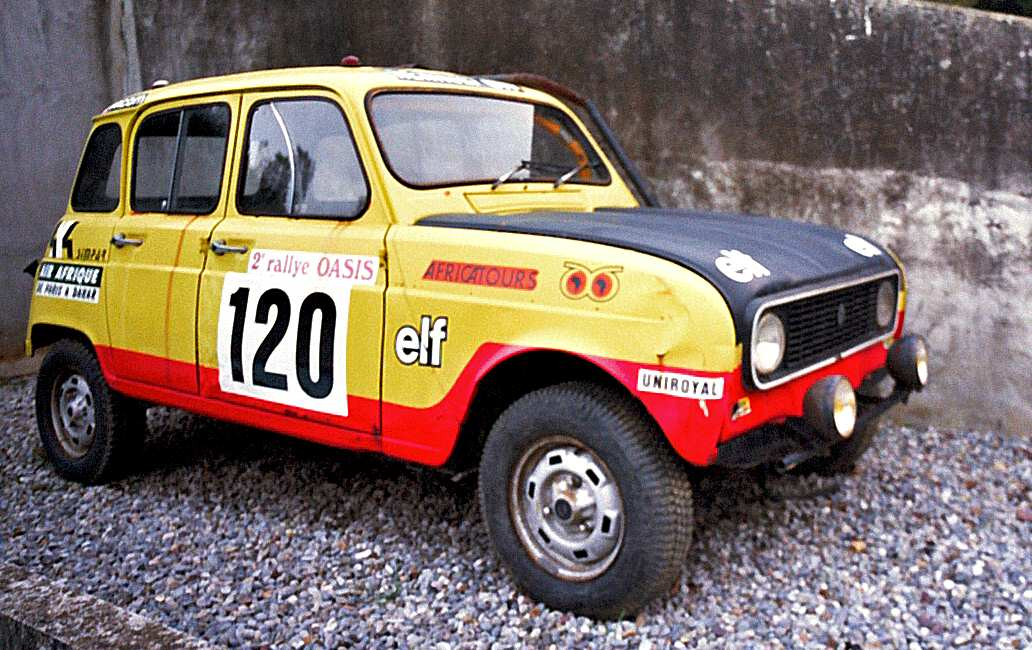
Renault 4 de Claude Marreau.

| Puesto | Piloto              | Copiloto            | Marca            |
| ------ | ------------------- | ------------------- | ---------------- |
| 1      | Freddy Kottulinsky  | Gerd Löffelmann     | Volkswagen Iltis |
| 2      | Patrick Zaniroli    | Philippe Colesse    | Volkswagen Iltis |
| 3      | Claude Marreau      | Bernard Marreau     | Renault 4        |
| 4      | Jean Ragnotti       | Georges Vaills      | Volkswagen Iltis |
| 5      | Christophe Neveu    | Rémy Bourgoin       | Range Rover V8   |
| 6      | Claude Bourgoignie  | Jean-Pierre Tasiaux | Range Rover V8   |
| 7      | Christine Beckers   | Thierry Gérin       | Range Rover V8   |
| 8      | Jacques Delefortrie | Pierre Delefortrie  | Toyota BJ 43     |
| 9      | Roland Gumpert      | Eder Alois          | Volkswagen Iltis |
| 10     | Claude Guermonprez  | Jean-Claude Ravez   | Range Rover V8   |

### Motos
| Puesto | Piloto               | Marca         |
| ------ | -------------------- | ------------- |
| 1      | Cyril Neveu          | Yamaha XT 500 |
| 2      | Michel Merel         | Yamaha XT 500 |
| 3      | Jean-Noel Pineau     | Yamaha XT 500 |
| 4      | Jean-Pierre Lloret   | Yamaha XT 500 |
| 5      | Jean-Claude Morellet | BMW 800       |
| 6      | Philippe Vassard     | KTM 240       |
| 7      | Alain Padou          | Honda 500 XR  |
| 8      | Ludovic Loue         | Yamaha XT 500 |
| 9      | Guy Albaret          | Yamaha XT 500 |
| 10     | Marc Joineau         | Suzuki SP 370 |

### Camiones
| Puesto | Piloto - Navegante - Mecánico                       | Marca            |
| ------ | --------------------------------------------------- | ---------------- |
| 1      | Miloud Ataouat, Hadj Daou Boukrif, Mahiedine Kaloua | SONACOME         |
| 2      | Bernard Heu, Daniel Delobel, Gilbert Versino        | MAN 20280        |
| 3      | Mokran Bouzid, Daid, Mekhelef                       | SONACOME         |
| 4      | Mouhamed Affane, Zergoun, Lakhdar Haddou            | SONACOME         |
| 5      | Jean-Claude Marie, C. Boulay                        | Renault SM8      |
| 6      | Jacques Frumholtz, H. Doz                           | Renault SM8      |
| 7      | René Metge, Thierry De Saulieu, Georges Landais     | Leyland Marathon |

- Solo siete tripulaciones finalizaron la prueba.